# Pacllón (distrito)
Pacllón é um distrito peruano localizado na Província de Bolognesi, departamento Ancash. Sua capital é a cidade de Pacllón.

## Transporte
O distrito de Pacllón não é servido pelo sistema de estradas terrestres do Peru.